# Бруджери, Джованни Доменико
Джованни Доменико Бруджери (итал. Giovanni Domenico Brugieri; 1678—1744) — итальянский живописец, рисовальщик и гравёр академического направления периода барокко. Работал главным образом в Лукке, Тоскана.

## Биография
Аббат Луиджи Ланци в «Истории живописи в Италии» (Storia pittorica della Italia, I—II, 1795—1796) упоминает художника как Джованни Доменико, в иных источниках его называют Джованни Батиста, или Баттиста.
Вначале Бруджери был учеником Ладзаро Бальди в Риме, затем присоединился к большой мастерской Карло Маратты. Его произведения имеются в Капелле Причастия в Серви, церкви Сантиссима Тринита и в других зданиях Лукки. Среди его учеников были Гаэтано Веттурали и Джузеппе Антонио Лучи.